# Chajim Gvati
Chajim Gvati (hebrejsky: חיים גבתי, žil 29. ledna 1901 – 19. října 1990) byl sionistický aktivista a izraelský politik. V 60. a 70. letech zastával řadu ministerských postů v izraelské vládě a v letech 1964 až 1974 zastával post ministra zemědělství. V roce 1982 mu byla udělena Izraelská cena za jeho mimořádný přínos společnosti a státu.

## Biografie
Narodil se v Pinsku v Ruském impériu (dnešní Bělorusko) a v mládí byl členem organizace Děti obrody sionismu. Od roku 1920 učil na židovské škole v Sevastopolu, ale později se přestěhoval do Vilniusu v tehdejším Polsku (dnešní Litva), kde se stal členem sionistických hnutí he-Chaluc a Cejrej Sijon.
V roce 1924 podnikl aliju do britské mandátní Palestiny, kde se o dva roky později stal jedním ze zakladatelů kibucu Gvat. Následně po několik let působil ve funkci tajemníka kibucu. Mimo to byl rovněž členem sekretariátu kibucového hnutí ha-Kibuc ha-Meuchad. Po rozkolu v kibucovém hnutí se přestěhoval do kibucu Jif'at.
V letech 1945 až 1949 byl členem osadnického hnutí ha-Merkaz ha-Chakla'i. V roce 1950 byl jmenován generálním ředitelem na ministerstvu zemědělství a v této funkci setrval až do roku 1958. Působil rovněž ve správní radě národní vodárenské společnosti Mekorot.
I když nebyl poslancem Knesetu, byl v roce 1964 premiérem Levi Eškolem jmenován do funkce ministra zemědělství. Poslancem se stal ve volbách následujícího roku, v nichž kandidoval za stranu Ma'arach. Ministerskou funkci si udržel i po volbách a nakonec i po rezignaci na svůj poslanecký mandát v lednu 1966. Navzdory této rezignaci byl ve volbách v roce 1969 opět zvolen poslancem a i nadále působil ve funkci ministra zemědělství. V prosinci 1969 až červenci 1970 zastával rovněž post ministra zdravotnictví a od roku 1970 do března 1974 působil ve funkci ministra pro rozvoj.
Přestože v následujících volbách v roce 1973 nebyl zvolen poslancem, stále působil ve funkci ministra zemědělství, a to až do rezignace premiérky Goldy Meirové. Na nové vládě premiéra Jicchaka Rabina se již nepodílel.